# Albert Kazimirski de Biberstein
Albert (Wojciech en polonais donc Adalbert en français) Félix Ignace Kazimirski ou Albin de Biberstein, né le 20 novembre 1808 à Korchów Pierwszy, près de Lublin en Nouvelle-Galicie (actuelle Pologne), dans une famille catholique-orthodoxe, et mort le 22 juin 1887 dans le 7e arrondissement de Paris, est un orientaliste et arabisant d'origine polonaise, auteur d'un dictionnaire bilingue arabe-français et de plusieurs traductions arabe-français, notamment du Coran.

## Biographie
Albert Félix Ignace Kazimirski est issu de la famille allemande Biberstein, dont une branche s'installe en Pologne au Moyen Âge, se transformant par la suite en clan et engendrant de nombreuses lignes cadettes, dont celle des Kazimirski.
Il fut baptisé. Il apprend les langues orientales aux universités de Varsovie puis de Berlin. À la Faculté de Théologie catholique, Il apprend l'hébreu avec l'abbé italien Luigi Chiarini.
Il participe à l'Insurrection de novembre 1830 du Royaume du Congrès contre le tsar de Russie Nicolas Ier. Comme de nombreux autres Polonais, après la défaite de l'armée polonaise en septembre 1831, il choisit de s'exiler en France avec son compatriote l'historien et politicien Joachim Lelewel.
En 1834, aux côtés d'Adam Mickiewicz et de Joseph Bohdan Zaleski, il fonde la Société slave (Towarzystwo słowiańskie) de Paris. Avec son ami compatriote Ropelowski, il écrit et fait publier un dictionnaire polonais-français ainsi qu'un franco-polonais.
Puis il devient drogman, c'est-à-dire interprète des représentants de la France aux échelles du Levant, et est attaché à la mission de Perse.
Membre actif du Comité de la Société historique et littéraire polonaise à Paris, en 1836, il s’investit à cofonder une revue catholique des immigrés polonais en France.
Chargé de réviser la deuxième traduction du Coran en français, celle de Claude-Étienne Savary (1783), il fait sa propre traduction, publiée pour la première fois en 1840, en s'inspirant des travaux antérieurs du clerc italien Louis Marracci (1698) et de l’Anglais George Sale (1734).
Polyglotte très distingué, Kazimirski entre au Ministère des Affaires étrangères en 1851 pour lequel il est secrétaire et interprète.
Il meurt à son domicile du boulevard des Invalides à l'âge de 78 ans.

## Œuvres
- Le Koran, traduction nouvelle faite sur le texte arabe / par M. Kazimirski, interprète de la Légation Française en Perse, 1840, 1841, 1844, 1857, 1865, Charpentier Libraire-Éditeur, Paris ; 1970, Garnier Flammarion, avec une préface de Mohammed Arkoun ; 1993, Jean de Bonnot ; 2010, Points (coll. Sagesse).
- A. de Biberstein Kazimirski, Dictionnaire arabe-français : contenant toutes les racines de la langue arabe, leurs dérivés, tant dans l’idiome vulgaire que dans l’idiome littéral, ainsi que les dialectes d’Alger et de Maroc, t. I et II, Paris, Maisonneuve et Cie, 1860, 1408 - 1656 p. : (réédition 1944, Beyrouth, éditions du Liban, et 2005, édition Albouraq) :dictionnaire arabe-français - tome I
  - Lire en ligne chez MDZ (Münchener Digitalisierums Zentrum) :
    - tome 1 - page1-1392
    - tome 2 - pages 1-848
    - tome 2 - pages 849-1638

  - Lire en ligne chez Gallica
    - Tome 2
- Dialogues français-persans : précédés d'un précis de la grammaire persane et suivis d'un vocabulaire français-persan, par Albert Biberstein-Kazimirski.
- Enis el-Djelis ou Histoire de la belle Persane. Conte des Mille et Une Nuits, traduit de l'arabe et accompagné de notes par Albert de Biberstein Kazimirski.

## Distinctions
- Chevalier de la Légion d'honneur (1er août 1857)
- Officier de la Légion d'honneur (17 juillet 1869)